# Zasada autonomii proceduralnej
Zasada Autonomii Proceduralnej - jedna z ogólnych zasad prawa Unii Europejskiej wypracowana w orzecznictwie Trybunału Sprawiedliwości Unii Europejskiej, która zakłada, że państwa członkowskie muszą zapewnić należyte przepisy prawa procesowego, które będą służyć korzystaniu z praw gwarantowanych przez prawo Unii Europejskiej.

## Historia
Zasada autonomii proceduralnej została po raz pierwszy wyrażona w wyroku o sygnaturze C-33/76 Rewe:
„W razie braku przepisów wspólnotowych w tym przedmiocie, do krajowego porządku prawnego każdego państwa członkowskiego należy wyznaczenie sądów właściwych i określenie warunków proceduralnych regulujących powództwa mające na celu zapewnienie ochrony praw obywateli przed bezpośrednim skutkiem prawa wspólnotowego, przy czym przyjmuje się, że warunki te nie mogą być mniej korzystne niż warunki odnoszące się do podobnych powództw o charakterze krajowym. (…)
W razie braku środków harmonizujących [kwestie proceduralne] prawa wynikające z prawa wspólnotowego muszą być egzekwowane przed sądami krajowymi zgodnie z krajowym prawem procesowym
Sytuacja byłaby inna tylko wtedy, gdyby warunki i terminy uniemożliwiały w praktyce korzystanie z praw, które sądy krajowe są zobowiązane chronić.”
Od tego czasu zasada została potwierdzona i rozbudowana w szeregu orzeczeń Trybunału. W klasycznym ujęciu na autonomię proceduralną składają się uprawnienia do wyznaczenia właściwego sądu oraz zapewnienie należytych zasad procesowych.
W orzecznictwie Trybunału  granice autonomii proceduralnej wyznaczają zasady równoważności i skuteczności. Zasada równoważności oznacza, że reguły proceduralne mające zapewnić ochronę praw wynikających z prawa Unii nie mogą być mniej korzystne niż w przypadku podobnych spraw o charakterze wewnętrznym. Natomiast zasada skuteczności stanowi, że przepisy proceduralne nie mogą uniemożliwiać lub czynić nadmiernie utrudnionym wykonywanie tych praw.
Test zasady równoważności jest dwustopniowy - w pierwszym stopniu, badaniu podlega to, czy roszczenie wynikające z prawa unijnego jest porównywalne z jakimś krajowym roszczeniem, biorąc pod uwagę cel, podstawę oraz kluczowe cechy obu roszczeń (test porównywalności). W drugim kroku ocenia się czy przepisy proceduralne są równoważne dla obu roszczeń (test równoważności sensu stricto).
Test zasady skuteczności przeszedł ewolucję, od testu skuteczności sensu stricto, do testu rozsądku procesowego. Ten drugi zakłada balansowanie pomiędzy krajowym przepisem procesowym ograniczającym stosowanie prawa UE, a skutecznością prawa UE. W ramach testu konieczne jest dokonanie holistycznej analizy przepisów proceduralnych państwa członkowskiego, w tym w kontekście podstawowych zasad danego systemu prawnego, by ocenić, czy dopuszczalne jest ograniczenie skuteczności prawa UE w imię zasad wyższego rzędu.
Z orzecznictwa Trybunału wynika również ogólny obowiązek dokonywania takiej wykładni krajowego prawa procesowego, ażeby w jak największym stopniu urzeczywistnić zasadę skutecznej ochrony sądowej, tym samym ograniczając zakres autonomii proceduralnej.

## Przykłady zastosowania
W wyroku w sprawie C-869/19 Unicaja Banco Trybunał stwierdził, że krajowe przepisy proceduralne przyznających powagę rzeczy osądzonej orzeczeniu powinny być stosowane nawet gdyby ich podważenie mogło prowadzić do usunięcia naruszenia prawa ochrony konsumentów.
W wyroku w sprawie C-430/93 i 431/93 van Schijndel i van Veen przeciwko SPF Trybunał orzekł, że prawo wspólnotowe  nie wymaga by sądy państw członkowskich z urzędu podnosiły zarzut naruszenia prawa wspólnotowego, jeżeli prowadziłoby do zaprzeczenia pasywnej roli wynikającej z krajowej procedury cywilnej. Zdaniem Koncewicza wyrok ten jest przykładem metody kontekstualno-komparasytycznej w podejściu do autonomii proceduralnej.
W wyroku w sprawie C-432/05 Unibet Trybunał, że z zasady autonomii proceduralnej nie wynika konieczność istnienia odrębnego środka prawnego, którego celem byłaby kontrola zgodności przepisów krajowych z prawem UE (w tym przypadku art. 49 WE), jeżeli nie jest on przewidziany przez prawo krajowe. W tym orzeczeniu TSUE zaznaczył jednak, że dla zadośćuczynienia zasadzie skutecznej ochrony sądowej konieczne jest by, w ramach postępowania incydentalnego, dokonanie takiej kontroli zgodności było w ogóle możliwe. Jednocześnie w tym orzeczeniu TSUE dokonał rozwodnienia swojej wcześniej wyraźnie wyartykułowanej zasady, że prawo unijne nie dąży do stworzenia nowych środków ochrony prawnej. Taka możliwość była zasygnalizowana w sytuacji w której poszanowanie krajowego prawa proceduralnego miałoby oznaczać całkowite pozbawienie ochrony.
W wyroku w sprawie C-449/13 CA Consumer Finance Trybunał uznał, że zasada autonomii procesowej nie może być wykorzystana w celu uzasadnienia sytuacji, w której ciężar dowodu, w zakresie spełnienia obowiązków informacyjnych, zostaje de facto przeniesiony na konsumenta.
W wyroku w sprawie C-453/00 Trybunał uznał, że jakkolwiek sądy państw członkowskich mają obowiązek stosowania prawa europejskiego w sposób zgodny z interpretacją TSUE nawet do stosunków prawnych powstałych przed wydaniem danego orzeczenia, tak granicą dla takiego zachowania jest zasada pewności prawa. Co za tym idzie prawo europejskie co do zasady nie wymaga wzruszania decyzji administracyjnych, która zgodnie z krajowym prawem proceduralnym stała się ostateczna, jeżeli taka możliwość nie jest przewidziana przez prawo krajowe.
Doktryna
Koncepcji autonomii proceduralnej poświęcono liczne opracowania naukowe. Poruszane tematy dotyczą przede wszystkim istoty autonomii proceduralnej i jej relacji do innych zasad prawa europejskiego.
Odnośnie do natury autonomii proceduralnej, w tekście Halberstama przedstawiono podstawowe poglądy. Pierwszy, ostrzejszy to uznanie, że Unia Europejska nie posiada kompetencji w zakresie prawa procesowego. Co za tym idzie nie może ingerować w prawo procesowe państw członkowskich, a zasada autonomii proceduralnej wyznacza twardą granicę ochrony interesu państw członkowskich. Pogląd ten zdaje się być zmarginalizowany.
Alternatywne stanowisko zakłada, że zasada ma ograniczony zakres zastosowania. Poszczególni autorzy różnią się w ocenie dokładnego zakresu zastosowania zasady. Od uznający, że dotyczy jedynie przypadków, w których Unia nie zdecydowała się na stworzenie własnych reguł proceduralnych (autonomia proceduralna zawsze ustępuje zasadzie pierwszeństwa), po prezentujących bardziej złożone podejście do oceny, kiedy krajowe procedury będą mogły znaleźć zastosowanie (ważenie zasad). Autorzy opowiadający się za jakąś wersją wąskiej koncepcji autonomii proceduralnej często wskazują, że jest ona ograniczona zasadą pierwszeństwa (orzeczenie ws. Factortame) i skuteczności prawa europejskiego (orzeczenie ws. Simmenthal).
Halberstam opowiada się za bardziej wyrafinową koncepcją, zakładającą ważenie zasad. Uznaje on że państwa członkowskie mogą, prima facie, żądać poszanowania dla ich zasad proceduralnych, a Unia nie dysponuje ogólną kompetencją do stanowienia regulacji w tym obszarze. Jednocześnie dopuszcza on możliwość stanowienia unijnych regulacji proceduralnych, z zastrzeżeniem po pierwsze, że musi się to odbyć z poszanowaniem ogólnych zasad proporcjonalności, subsydiarności oraz tożsamości konstytucyjnej, a po drugie, że w zależności od obszaru konieczny będzie zróżnicowany, lecz w typowym przypadku wyższy w porównaniu do przepisów prawa materialnego, standard uzasadnienia dla proponowanych regulacji.
Z kolei węższe stanowisko prezentuje w swoim artykule Widdershov odmawia autonomii proceduralnej rangi zasady, nazywa ją raczej „punktem wyjścia”, otwartym na modyfikację ze strony unijnego prawodawcy. Widdershov nie dostrzega ograniczonych kompetencji UE w dziedzinie prawa procesowego. Konsekwentnie, podstawą dla ewentualnego uznania przepisów krajowej procedury powinna być jedynie zasada skuteczności.
Koncewicz sprzeciwia kategorycznemu rozdziałowi na sferę praw podmiotowych (zagwarantowanych na poziomie UE) i sferę procedury (na poziomie państw czlonkowskich). Zamiast tego zwraca uwagę na nierozerwalne połączenie tych dwóch sfer i zaleca ich elastyczną analizę - prawo krajowe zapewnia procedurę dla realizacji prawa przyznanego przez prawo Unii. Granicę wyznacza rzeczywistość ochrony zapewnianej na poziomie państwa członkowskiego oraz jej jakość. W konkretnej sytuacji jedna albo druga wartość mogą przeważyć. Jednocześnie autor podkreśla, że w najnowszym orzecznictwie wyraźnie. Autor dostrzega „generacyjność” i przenikanie się różnych linii orzeczniczych dotyczących autonomii. Jednocześnie zauważa, że Trybunał zwiększa zakres wymogów jakościowych  takich jak reguły dowodowe, rozkładu ciężaru dowodu.
Prof. Koncewicz wskazuje również za doktryną zagraniczną podział orzecznictwa na trzy fazy - wstępną, cechującą się wstrzemięźliwością - orzeczenie Rewe. Drugą, sądowego interwencjonizmu, w której na plan pierwszy wysuwa się zapewnienie rzeczywistej ochrony prawnej. Trzecia to poszukiwanie balansu. Wypracowaną w orzecznictwie zasadę efektywności doktryna postrzega jako środek do formułowania kolejnych jakościowych wymagań pod adresem procedur krajowych.
Widdershoven zwraca uwagę, że w ostatnich latach, w szczególności od wejścia w życie Karty Praw Podstawowych, TSUE coraz częściej powołuje się na zasadę skutecznej ochrony sądowej, która znajduje swój wyraz w art. 19 TUE oraz w art. 47 KPP. Wynika to z faktu, że w art 52 ust 3 KPP zawarto normę zobowiązującą do przyjęcia przez UE standardu ochrony praw człowieka wypracowanego na gruncie EKPCz i orzecznictwa ETPCz. W tym kontekście zasada skutecznej ochrony sądowej służy wprowadzeniu standardu konwencyjnego do prawa UE. Ponadto zasada skutecznej ochrony sądowej dopuszcza szerszą ingerencję w krajowe porządki prawne, niż zasada autonomii proceduralnej. Zdaniem autora, należy się spodziewać kontynuowania tego trendu i dalszego osłabiania znaczenia zasady autonomii proceduralnej, ograniczając ją z czasem do specyficznych wykraczających poza zakres zastosowania zasady skutecznej ochrony sądowej.
W orzecznictwie Trybunału widać również napięcie pomiędzy zasadą autonomii proceduralnej, a zasadą pierwszeństwa. Ortlep i Verhoeven stawiają tezę, że do rozgraniczenia obu zasad może posłużyć wypracowana w doktrynie niemieckiego prawa konstytucyjnego teoria kolizji bezpośrednich i pośrednich. Ta pierwsza ma miejsce w sytuacji, gdy na gruncie tego samego stanu faktycznego, z prawa unijnego i krajowego wynikają różne rozstrzygnięcia. W takiej sytuacji zastosowanie powinno znaleźć prawo unijne, zgodnie z zasadą pierwszeństwa. Natomiast kolizja pośrednia to sytuacja w której zastosowanie przepisów krajowych ogranicza lub uniemożliwia skorzystanie z prawa zagwarantowanego na poziomie unijnym, a jednocześnie z prawa europejskiego nie wynika norma, która mogła by być zastosowana w miejsce przepisów krajowych. Taka sytuacja będzie miała często miejsce w przypadku gdy utrudnienia dla stosowania prawa unijnego wynikają z krajowych przepisów procesowych - np. terminów na wszczęcie postępowań.